# Meredek pálya
A Meredek pálya (eredeti címe: Out Cold) 2001-es amerikai paródiavígjáték, amelyet Brendan és Emmett Malloy rendezett. A forgatókönyvet Jon Zack készítette. A produkció főszerepében Jason London, Willie Garson és Lee Majors. 2001. november 21-én mutatták be az Egyesült Államokban. Magyarországon videokazettán jelent meg 2002. április 25-én.

## Cselekmény
Rick Rambis és barátai az alaszkai Bull Mountain síközpontban élnek és dolgoznak. Az üdülőközpontot Herbert „Papa” Muntz alapította, aki imádott egyszerre inni és síelni, amíg meg nem halt közben. A fia, Ted Muntz, vette át a helyet, és azt tervezi, hogy eladja a gazdag coloradói síközpont-mágnásnak, John Majorsnak. Rick szeretne közelebb kerülni Jennyhez, de még mindig nem tette túl magát Annán, aki rejtélyes módon eltűnt nyári szerelmük után Mexikóban.
John Majors elhatározza, hogy luxus üdülőhellyé változtatja Bull Mountaint és új nevet is ad neki. John magával hozza lányait, Ingát és Annát, Rick nyári kalandját. Anna érkezése után Rick berúg, és lekési a randevút Jennyvel. Később Anna elmagyarázza, hogy azért hagyta ott Ricket Mexikóban, mert már eljegyezték, és Rick volt a másik férfi. Majors elkezd komoly változtatásokat eszközölni a városban és a hegyen, köztük eltávolítja Papa Muntz szobrát, és kirúgatja Rick barátait.
Rick lelkesítő beszédet mond arról, hogy a hegy az otthonuk, és nem hagyják, hogy Majors tönkretegye Muntz papa emlékét. A baráti társaság és Inga ezután felfordulást okoz az ünnepségen. A barátok legyőzik Majorst és Ted úgy dönt, hogy nem árulja tovább a hegyet. Rick kiszabadítja Annát az apjától, és egy leszállópályára viszi, ahol Barry, a vőlegénye várja a gépén. A fiú megérti, hogy Anna Barryhez tartozik, ezért újra randira hívja Jennyt.

## Szereplők
| Szerep                     | Színész            | Magyar hangja    |
| -------------------------- | ------------------ | ---------------- |
| Rick Rambis                | Jason London       | Seszták Szabolcs |
| Ted Muntz                  | Willie Garson      | Kapácsy Miklós   |
| John Majors                | Lee Majors         | Orosz István     |
| Jenny                      | A. J. Cook         | Dögei Éva        |
| Luke                       | Zach Galifianakis  | Minárovits Péter |
| Stumpy                     | David Koechner     | Várkonyi András  |
| Anthony                    | Flex Alexander     | n.a              |
| Lance                      | David Denman       | n.a              |
| Anna                       | Caroline Dhavernas | Zsigmond Tamara  |
| Pig Pen                    | Derek Hamilton     | Hujber Ferenc    |
| Eric                       | Thomas Lennon      | Welker Gábor     |
| Inga                       | Victoria Silvstedt | Erdős Borcsa     |
| Barry                      | Todd Richards      | n.a              |
| Herbert "Papa" Muntz       | Lewis Arquette     | n.a              |
| Tetsuo                     | Rio Tahara         | n.a              |
| Toby                       | Brett Kelly        | n.a              |
| Whitey                     | Lee R. Mayes       | n.a              |
| Stewart                    | Danny Hagge        | n.a              |
| a Snownook csapat vezetője | Adam Harrington    | n.a              |
| Snownook srác              | Rob "Sluggo" Boyce | n.a              |
| turista srác a sorban      | Ted Stryker        | n.a              |
| púderszoba pultos          | Steve Kahan        | n.a              |
| bárpultos                  | Richard Donner     | n.a              |

## Fogadtatás

### Kritikai visszhang
A film negatív reakciókat váltott ki. A Rotten Tomatoeson 8%-os minősítést ért el 50 értékelés alapján, az összefoglaló szerint: „A Meredek pálya egy olyan partifilm, amely a szörföt helyettesíti a hóval, és a nézőknek csak ennyit hagy a durva humorával és gimis cselekményével.” Bruce Fretts az Entertainment Weeklytől azt írta: „Az eredmény olyannyira származtatott, hogy Eszkimó pitének kellett volna nevezniük.” Carla Meyer a San Francisco Chroniclestől azt írta: „Ha Lee Majors minden jelenetét el tudja lopni, akkor a filmed bajban van.” Michael O'Sullivan a Washington Posttól azt írta: „El sem tudom képzelni, miért fizetne bárki is azért, hogy megnézze ezt a szánalmas filmet.”
A Metacritic 22 pontot adott a 100-ból 15 vélemény alapján. Robert K. Elder a Chicago Tribune-től azt írta: „Ez a gimis kis trükkös film - bár időnként nem szolgál többként, mint a vakmerő snowboardozás bemutatójaként - elég puskaporos erőt biztosít ahhoz, hogy a közönség még a sziklás részeken is nevessen.” Claudia Puig a USA Todaytől azt írta: „Nem tudja eldönteni, hogy milyen irányba haladjon. Néha úgy tűnik, mintha egy szokásos tini szexvígjáték lenne. Időnként úgy tűnik, hogy parodizálja a műfajt. Romantikus, már-már tiszteletreméltó hangnemben zárul.” Dave Kehr a New York Timestól azt írta: „Egy síparti-film, amelyben a ruhák egy kicsit leleplezőbbek, mint 35 évvel ezelőtt, a tréfák egy kicsit ízléstelenebbek, és a bizonytalanság a szex körül nagyjából nem létezik.”

### Bevétel adatai
A Box Office Mojo szerint a film veszteséges volt. A 24 millió dolláros költségvetésre 14 millió dolláros bevételt ért el.